# Ekkehard Schall
Pour les articles homonymes, voir Schall.
Ekkehard Schall, né le 29 mai 1930 à Magdebourg (Allemagne) et mort le 3 septembre 2005 à Berlin (Allemagne), est un acteur et metteur en scène allemand.
Il est l'un des interprètes les plus connus des œuvres de Brecht et, tout comme Helene Weigel, membre du Berliner Ensemble.

## Biographie

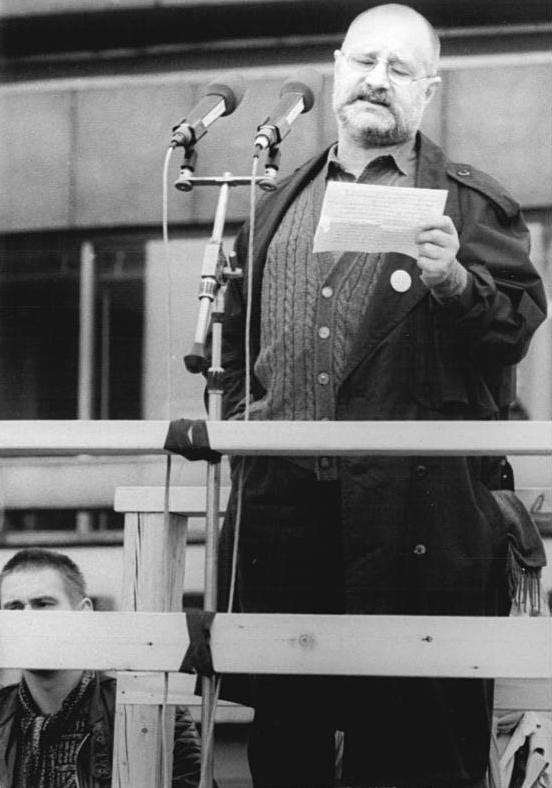
Ekkehard Schall (novembre 1989).

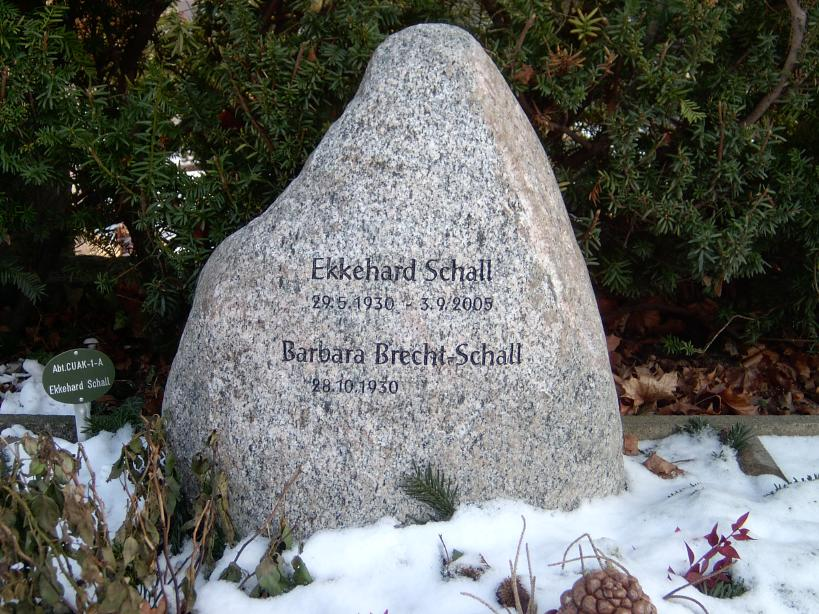
Pierre tombale sur la tombe d'Ekkehard Schall au Dorotheenstädtischer Friedhof à Berlin.

Ekkehard Schall monte sur scène la première fois en 1947 à Magdebourg. Après des engagements à la Stadttheater Frankfurt de Francfort et à la Neue Bühne de Berlin, Bertolt Brecht l'engage en 1952 au sein du Berliner Ensemble. Schall y joue jusqu'en 1995 et, pendant 14 ans, comme intendant.
Il a joué plus de 60 rôles, par exemple il a joué plus de 500 fois « Ui » dans La Résistible Ascension d'Arturo Ui (Der aufhaltsame Aufstieg des Arturo Ui) de Brecht.
Ekkehard Schall est honoré en 1959 du Kunstpreis der DDR et, en 1962 et 1979, du Prix national de la République démocratique allemande (Nationalpreis der DDR).
Il était marié à la fille de Brecht, Barbara Brecht-Schall, et est le père de l'actrice Johanna Schall. Mort en 2005, il est inhumé au cimetière de Dorotheenstadt à Berlin-Mitte.

## Rôles (sélection)
- Ui dans La Résistible Ascension d'Arturo Ui (Der aufhaltsame Aufstieg des Arturo Ui) de Brecht
- Galilei dans La Vie de Galilée (Leben des Galilei) de Brecht
- Coriolan de Shakespeare
- Azdak dans Le Cercle de craie caucasien (Der kaukasische Kreidekreis) de Bertolt Brecht
- Galloudec dans La Mission (Der Auftrag) de Heiner Müller

## Filmographie partielle

### Au cinéma
- 1955 : Mère Courage (Mutter Courage)
- 1957 : Schlösser und Katen (de)
- 1957 : La police des mineurs intervient (Berlin – Ecke Schönhauser...)
- 1958 : Le Chant des matelots (Das Lied der Matrosen)
- 1958 : Die Geschichte vom armen Hassan (de)
- 1959 : Maibowle (en) (anglais : The Punch Bowl) de Günter Reisch
- 1960 : Les Arrivistes (aussi titré La Rabouilleuse)
- 1961 : Mère Courage et ses enfants (Mutter Courage und ihre Kinder)
- 1961 : Der Traum des Hauptmann Loy de Kurt Maetzig
- 1962 : Les Séquestrés d'Altona (I Sequestrati di Altona)
- 1965 : Wolf unter Wölfen (de) de Hans-Joachim Kasprzik
- 1966 : Meine besten Freunde
- 1970 : Aus unserer Zeit (de)
- 1976 : Dans la poussière des étoiles (Im Staub der Sterne)
- 1979 : Die Rache des Kapitäns Mitchell (de)
- 1985 : Die unwürdige Greisin (de)

### À la télévision
- 1953 : Die Gewehre der Frau Carrar (titre de la pièce en français : Les Fusils de la mère Carrar) Diffusion d'une production télévisée du Berliner Ensemble avec Helene Weigel et Ekkehard Schall sur Deutschen Fernsehenfunk (DFF). Il s'agit de la première production télévisée en langue allemande d'une œuvre de Brecht[1]
- 1970 : Ich - Axel Cäsar Springer (de) : Hermann Josef Abs (série télévisée en cinq parties)
- 1976 : Der Kaukasische Kreidezirkel de Lothar Bellag  (téléfilm)
- 1978 : Coriolan (de) : Cajus Marcius (téléfilm)
- 1983 : Wagner, série télévisée de Tony Palmer : Liszt (trois épisodes)

## Travaux
- Meine Schule des Theaters, Seminare, Vorlesungen, Demonstrationen, Diskursionen, Suhrkamp, 2001  (ISBN 3-518-13413-2)
- Buckower Barometer, Gedichte, Frankfurt am Main : Insel, 2002  (ISBN 3-458-17102-9)

## Récompenses et distinctions
- Prix national de la République démocratique allemande
- Ordre du Mérite patriotique d'argent
- Membre de	l'Académie des arts de la République démocratique allemande